# Henriette Christine von Braunschweig-Wolfenbüttel

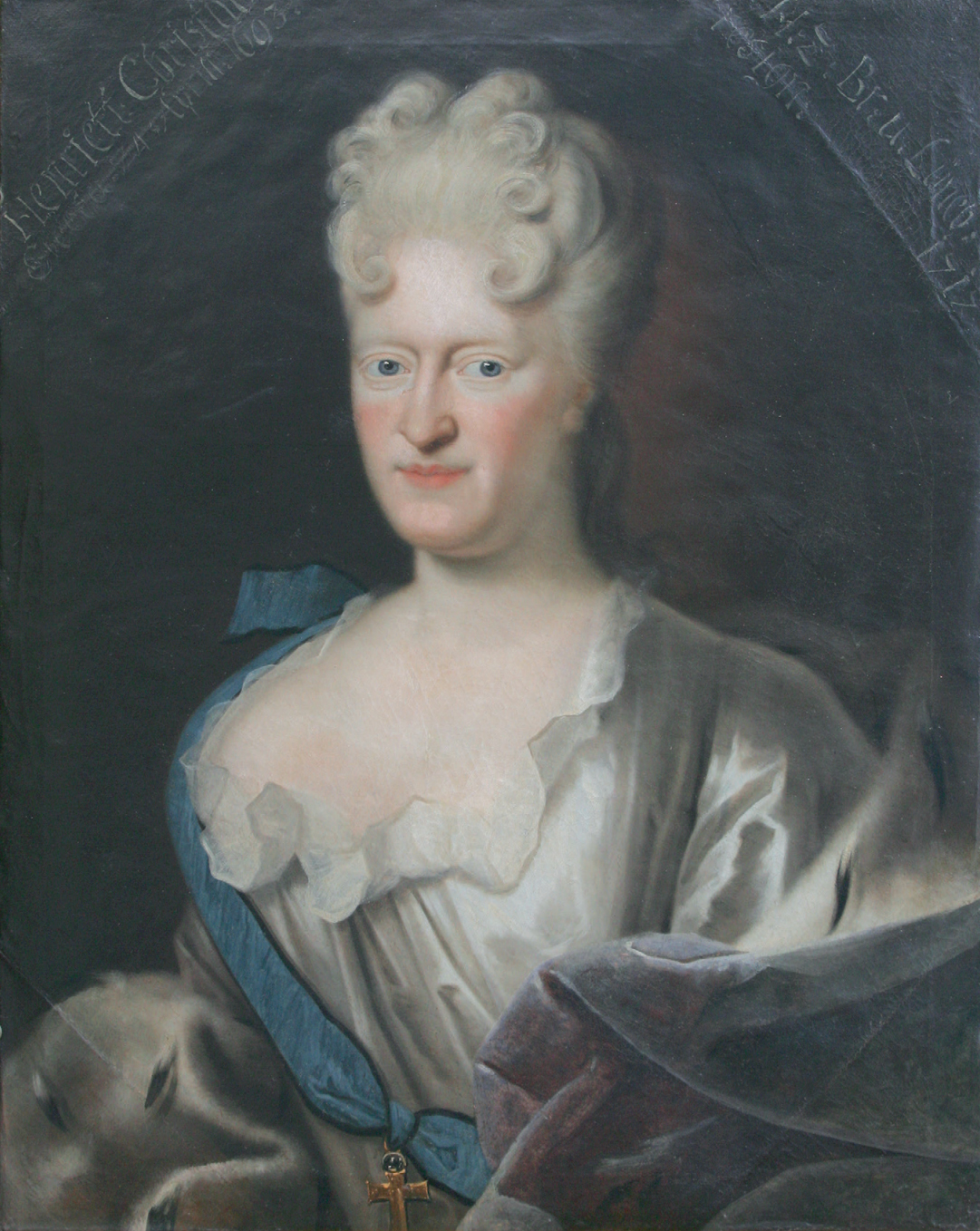
Henriette Christine von Braunschweig-Wolfenbüttel, Äbtissin von Gandersheim

Prinzessin Henriette Christine von Braunschweig-Wolfenbüttel (* 19. September 1669 in Wolfenbüttel; † 20. Januar 1753 im Roermond) stammte aus dem Hause der Welfen und war Äbtissin des Kaiserlich freien weltlichen Reichsstifts Gandersheim.

## Leben
Henriette Christine war eine Tochter von Herzog Anton Ulrich von Braunschweig-Wolfenbüttel (1633–1714) und seiner Ehefrau Prinzessin Elisabeth Juliane von Holstein-Norburg (1634–1704), Tochter des Herzogs Friedrich von Schleswig-Holstein-Norburg.
Am 9. November 1681 erhielt die noch minderjährige Henriette Christine eine Kanonissenpräbende in Gandersheim. Am 2. November 1687 wurde sie im Beisein ihres Vaters feierlich in ihr Amt eingeführt, sie residierte jedoch noch nicht im Stift. Nach dem Tod der Äbtissin Christina zu Mecklenburg († 30. Juni 1693) wurde Henriette Christine am 21. Dezember 1693 vom Kapitel einstimmig zur neuen Äbtissin gewählt. Am 24. April 1694 wurde sie im Beisein ihrer Eltern feierlich inthronisiert und am 27. September 1694 wurde ihre Wahl von Kaiser Leopold I. bestätigt.
Ihr Vater hatte die Wahl durch seinen Oberhofmeister Hermann von Diepenbroick diplomatisch vorbereiten lassen, um bestehende Konflikte zwischen dem Reichsstift und dem Herzoghaus beizulegen. Zu den Bedingungen gehörte die Rückgabe der von Herzog Julius dem Stift entzogenen Klöster Clus und Brunshausen, die im Dezember 1695 vereinbarungsgemäß vollzogen wurde, außerdem Ersatz für eine verlorene Jagdgerechtigkeit bei Ellierode.
Henriette Christine residierte fortan im Stift, abgesehen von vorübergehenden Aufenthalten am Braunschweiger Hof, und stand persönlich den Versammlungen des Generalkapitels vor. Zu den ersten Maßnahmen unter ihrer Führung gehörte die vom Generalkapitel am 23. Juni 1696 beschlossene Neuregelung der Aufnahme neuer Kanonissen: um das Ansehen des Stifts und seine Einkünfte zu erhöhen, mussten neue Kanonissen seither reichsgräfliche Abkunft zu mindestens 16 Ahnen nachweisen und beim Eintritt Statutengelder in Höhe von 16000 Talern entrichten.
Während die Reichsunmittelbarkeit des Stifts und seiner Äbtissin dem Herzoghaus zuvor ein ständiges Ärgernis gewesen war, gewann das Stift unter Henriette Christine neue Bedeutung im Rahmen der reichspolitischen Ambitionen ihres Vaters, der seit 1704 allein regierte, 1708 seine Enkelin Elisabeth Christine mit dem späteren Kaiser Karl VI. verheiraten konnte und nunmehr im gemeinsamen Interesse mit seiner Tochter neuen Wert darauf legte, die Reichszugehörigkeit des Stifts in seinem Fürstentum zu betonen. Hierzu gehörte nicht nur die regelmäßige Vertretung der Äbtissin auf dem Regensburger Reichstag, sondern auch die Aufarbeitung der Geschichte des Stifts, mit der Henriette Christine 1701/1702 ihren Sekretär Johann Georg Leuckfeld betraute, und die Erfassung aller Stiftsarchivalien, die das Generalkapitel am 23. Juni 1706 verfügte und 1710 ebenfalls von Leuckfeld als Klosterrat übernommen wurde. Am 5. März 1709 wurde ein Vertrag zwischen dem Herzog und seiner Tochter geschlossen, der die Verträge über Clus und Brunshausen noch einmal bestätigte und die rechtlichen Beziehungen zwischen dem Stift und dem Herzog als dem vom Kaiser bestellten Mitkonservator umfassend regelte, wobei der Herzog sich unter anderem auch verpflichtete, auf die bisher gebrauchte Bezeichnung „Unser Stift“ zu verzichten.
Henriette Christine soll ihrem Vater nicht nur äußerlich, sondern auch charakterlich sehr ähnlich gewesen und seine Neigung zur Prunksucht geteilt haben. Unter ihrer Führung erlebte das Stift eine neue Blütezeit, die unter ihrer Nichte und Nachfolgerin Elisabeth Ernestine den Höhepunkt erreichte. In ihre Verantwortung fällt auch die Sanierung des baufällig gewordenen Hohen Chores der Stiftskirche in den Jahren 1695 bis 1707. Zur Finanzierung der Kosten wurden 1697 auf Anregung Henriette Christines die wertvollsten Stücke des mittelalterlichen Kirchenschatzes für 1193 Thaler, 37 Groschen und 7 Pfennige an den Juden Levin Lazarus in Osterrode zum Einschmelzen verkauft, und wurde auch 1705 noch einmal über den Verkauf kostbar geschmückter liturgische Gewänder und Paramente beraten.
Nachdem sie zeitweise eine Anhängerin des Pietisten August Hermann Francke gewesen war, entwickelte sie, auch hierin im Gleichklang mit ihrem Vater, eine zunehmende Neigung zum Katholizismus. Möglicherweise aus diesem Grund wurde ihr schon 1698 vom Kapitel ein von ihr am 24. März unterzeichnetes Glaubensbekenntnis abverlangt. Als die Eheschließung ihrer Nichte Elisabeth Christine mit dem katholischen Habsburger Karl vorbereitet wurde, war auch Henriette Christine zusammen mit dem Theologen Johann Fabricius daran beteiligt, Elisabeth Christine zum Übertritt zum Katholizismus zu bewegen, die hierzu in den Jahren 1705 und 1706 mehrmals nach Gandersheim geschickt wurde.
Ihre glanzvolle Regierungszeit fand ein unerwartetes Ende, als sie im Alter von 42 Jahren am 8. Juli 1712 einen Sohn gebar. Dieses Kind entstammte ihrer Beziehung zu Georg Christoph von Braun, einem ehemaligen Hofrat ihres Vaters, der am 29. September 1710 zum Stiftshauptmann bestellt wurde, ein Kanonikat erhielt und am 12. März 1712 zum Abteihofmeister ernannt wurde. Nach der Geburt des gemeinsamen Kindes musste von Braun das Fürstentum verlassen und ging nach Sachsen ins Exil. Da sich der Skandal trotz aller Bemühungen des Herzogshauses nicht vertuschen ließ, verzichtete Henriette Christine „aus bewegenden Ursachen“ auf ihre Würde als Äbtissin und gab zugleich ihren Übertritt zum Katholizismus bekannt. Sie verließ Gandersheim am 6. September 1712, um in das katholische Stift Roermond einzutreten. Dort lebte sie bis zu ihrem Tod, ohne noch eine geistliche Würde zu bekleiden.